# Пронюшкин, Николай Борисович
Николай Борисович Пронюшкин — советский хозяйственный, государственный и политический деятель, Герой Социалистического Труда.

## Биография
Родился в 1936 году в Мариуполе. Член КПСС.
С 1951 года — на хозяйственной, общественной и политической работе. В 1951—1994 гг. — тракторист Привокзальной машинно-тракторной станции, звеньевой колхоза «Родина» Залегощенского района Орловской области, получил урожай сахарной свеклы 350 центнеров с гектара.
Указом Президиума Верховного Совета СССР от 11 декабря 1973 года присвоено звание Героя Социалистического Труда с вручением ордена Ленина и золотой медали «Серп и Молот».
Избирался депутатом Верховного Совета РСФСР 9-го созыва.
Почётный гражданин Залегощенского района (2005).
Жил в Залегощенском районе.